# Sponsvliegen

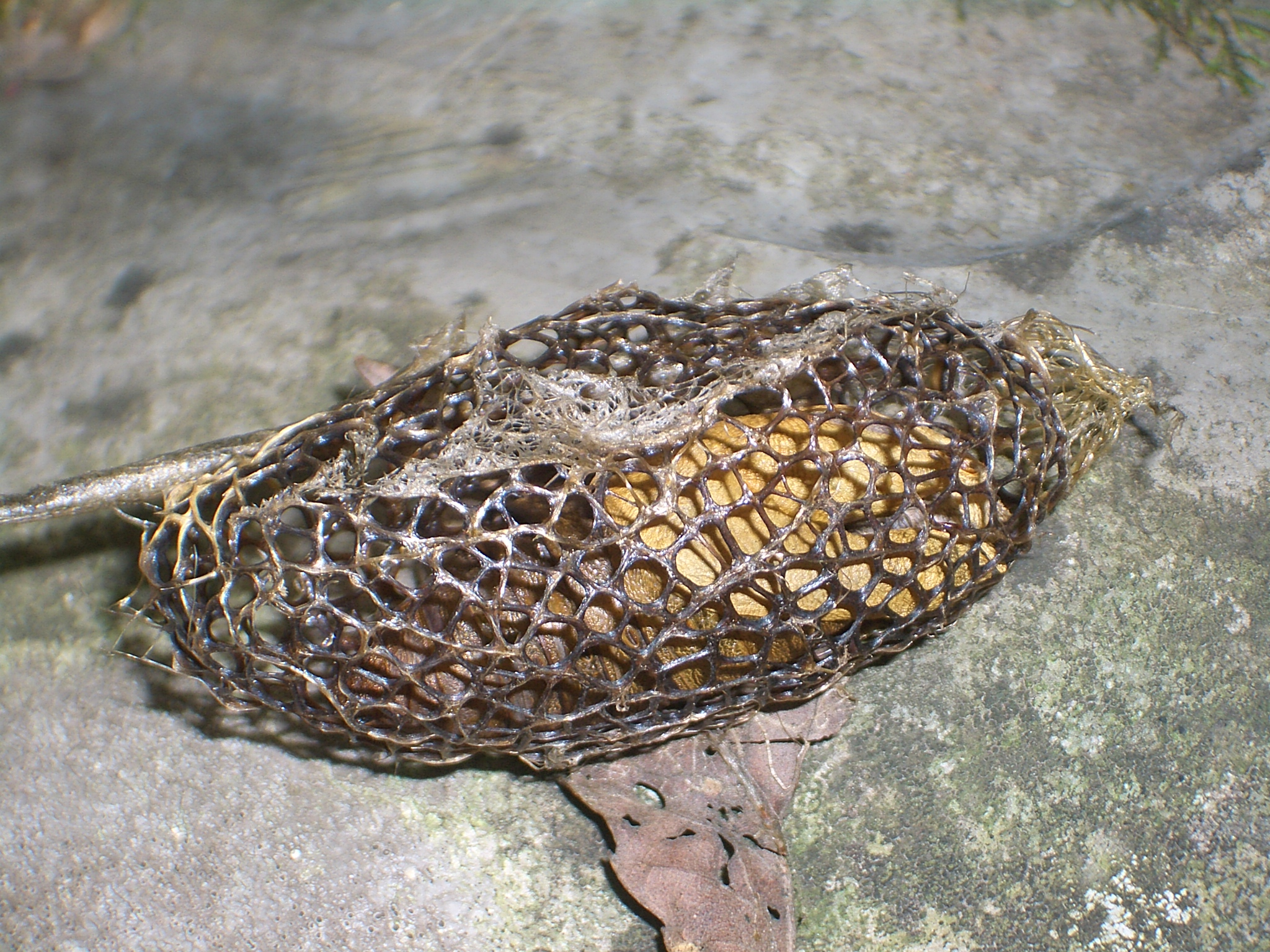
Cocon met daarin de pop.

Sponsvliegen of sponsgaasvliegen (Sisyridae) zijn een familie van insecten die behoren tot de netvleugeligen (Neuroptera). Het is een kleine groep die vertegenwoordigd wordt door ongeveer zestig moderne soorten. Er zijn echter ook vele uitgestorven soorten beschreven, de sponsvliegen zijn bekend vanaf het vroege Krijt.
De naam is afgeleid van het voedsel van de larven; deze leven en parasiteren onder water op zoetwatersponsen uit de familie Spongillidae. Opmerkelijk is de verpopping van de larve; hiertoe wordt een opvallende, kooi-achtige constructie gebouwd op de oever die de larve beschermt. De poppen van de sponsvliegen zijn hierdoor onmiskenbaar. De volwassen vliegen kunnen verward worden met kokerjuffers, maar hebben een veel dichtere vleugeladering in vergelijking met de kokerjuffers.

## Kenmerken
Alle West-Europese soorten blijven klein en bereiken in het adulte stadium een lichaamslengte van enkele millimeters.
Uiterlijk lijkt het volwassen insect op een miniatuurversie van een gaasvlieg (familie Chrysopidae). De vleugels worden als een schuin afdakje boven het lichaam gehouden, de ogen zijn groot en kraalachtig en de antennes zijn lang en draadvormig (filiform).

## Leefwijze
Sponsvliegen beginnen hun leven in een ei; de eitjes worden in groepen op planten aan de waterkant afgezet. Zodra de larve het ei verlaat wordt het water opgezocht. De larven hebben net als andere insecten een tracheeënstelsel dat echter is omgebouwd tot kieuwachtige structuren. Hierdoor kan de larve onder water ademen, dit komt ook voor bij andere insectenlarven zoals de larven van de grootvleugeligen (Megaloptera). Het ademhalingsapparaat van sponsvliegenlarven is zichtbaar als haar-achtige structuren aan weerszijden van de achterlijfssegmenten.
Als de larve zich volledig heeft ontwikkeld, vindt de verpopping plaats waarbij het wormachtige lichaam wordt omgebouwd tot een volwassen insect. De imago heeft vleugels en een omgebouwde kop, de haar-achtige structuren aan het achterlijf zijn verdwenen. Vlak voor de verpopping kruipt de larve op het land, en maakt een cocon ter bescherming. Bij de meeste insecten bestaat de cocon uit een laag van spinsel dat de gehele pop bedekt, eventueel gecamoufleerd met deeltjes uit het substraat. De sponsvliegen maken echter een kooi-achtige constructie waarbij de pop goed is te zien.
De larven hebben zich gespecialiseerd in het eten van zoetwatersponsen. Sponsvliegen komen dus alleen voor bij wateren waarin dergelijke sponsen leven. Voorbeelden van geschikte sponsen die gegeten worden zijn soorten uit het geslacht Spongilla die behoren tot de familie Spongillidae. De larven hebben een buisvormige zuigsnuit die in de spons gestoken wordt, waarna de vloeibare delen van de spons worden opgezogen.
Volwassen sponsvliegen leven van kleine insecten, dode diertjes en snoepen ook wel nectar en stuifmeel van planten.

## Nederland
In Nederland komen vier soorten voor, die allen behoren tot het geslacht Sisyra.
- Sisyra dalii
- Sisyra jutlandica
- Sisyra nigra
- Sisyra terminalis